# Suècia-Finlàndia

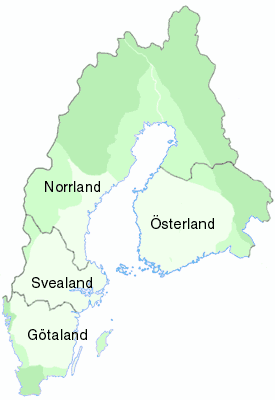
Suècia al 1700.

Suècia-Finlàndia (finès: Ruotsi-Suomi, suec: Sverige-Finland) és un terme historiogràfic, utilitzat sobretot en Finlàndia, per referir-se al Regne suec des de la Unió de Kalmar fins a les Guerres napoleòniques, o el període comprès entre els Segles XIV a XVIII. El 1809 el regne es va dividir i la meitat oriental va constituir l'autonomia del Gran Ducat de Finlàndia, en ser envaïda per l'Imperi Rus. El terme va ser encunyat pels historiadors nacionalistes durant la dècada de 1930, però des d'aleshores ha estat eliminat de la historiografia professional. Segueix en ús en la parla quotidiana.
Encara que el terme té un gran fons didàctic, per exemple quan s'utilitza juntament amb el terme Dinamarca-Noruega, és enganyosa perquè a partir de l'edat mitjana fins a 1809 el que ara és Finlàndia és una part integrada del Regne suec. Finlàndia fins a 1809 va ser considerada com una de les quatre Terres de Suècia. Però, es diferenciava de la Götaland i Svealand, però no Norrland, en què el suec no era l'idioma de la majoria de la població en aquesta part del regne, a excepció d'algunes zones al llarg de la costa i entre la noblesa i les classes altes urbanes.